# Samsons-Lion
Samsons-Lion är en kommun i departementet Pyrénées-Atlantiques i regionen Nouvelle-Aquitaine i sydvästra Frankrike. Kommunen ligger i kantonen Lembeye som tillhör arrondissementet Pau. År 2022 hade Samsons-Lion 95 invånare.

## Befolkningsutveckling
Antalet invånare i kommunen Samsons-Lion
| Referens: INSEE |